# Archosargus pourtalesii
Archosargus pourtalesii és un peix teleosti de la família dels espàrids i de l'ordre dels perciformes.

## Morfologia
Pot arribar als 35,6 cm de llargària total.

## Distribució geogràfica
Es troba a les costes del Pacífic Oriental: és una espècie de peix endèmica de les Illes Galápagos.